# Tulum
För andra betydelser, se Tulum (olika betydelser).

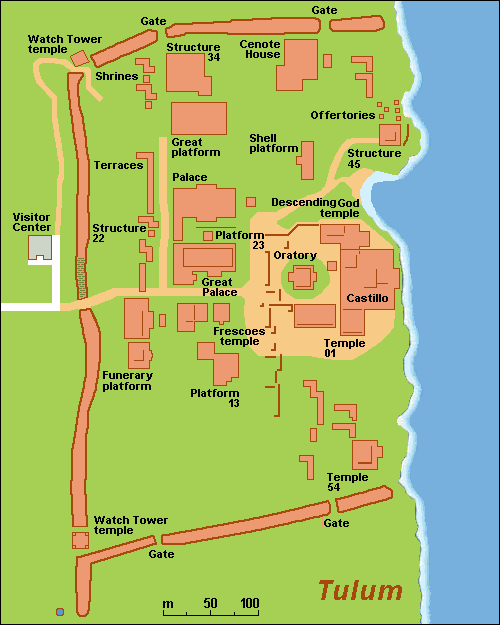
Karta över Tulum

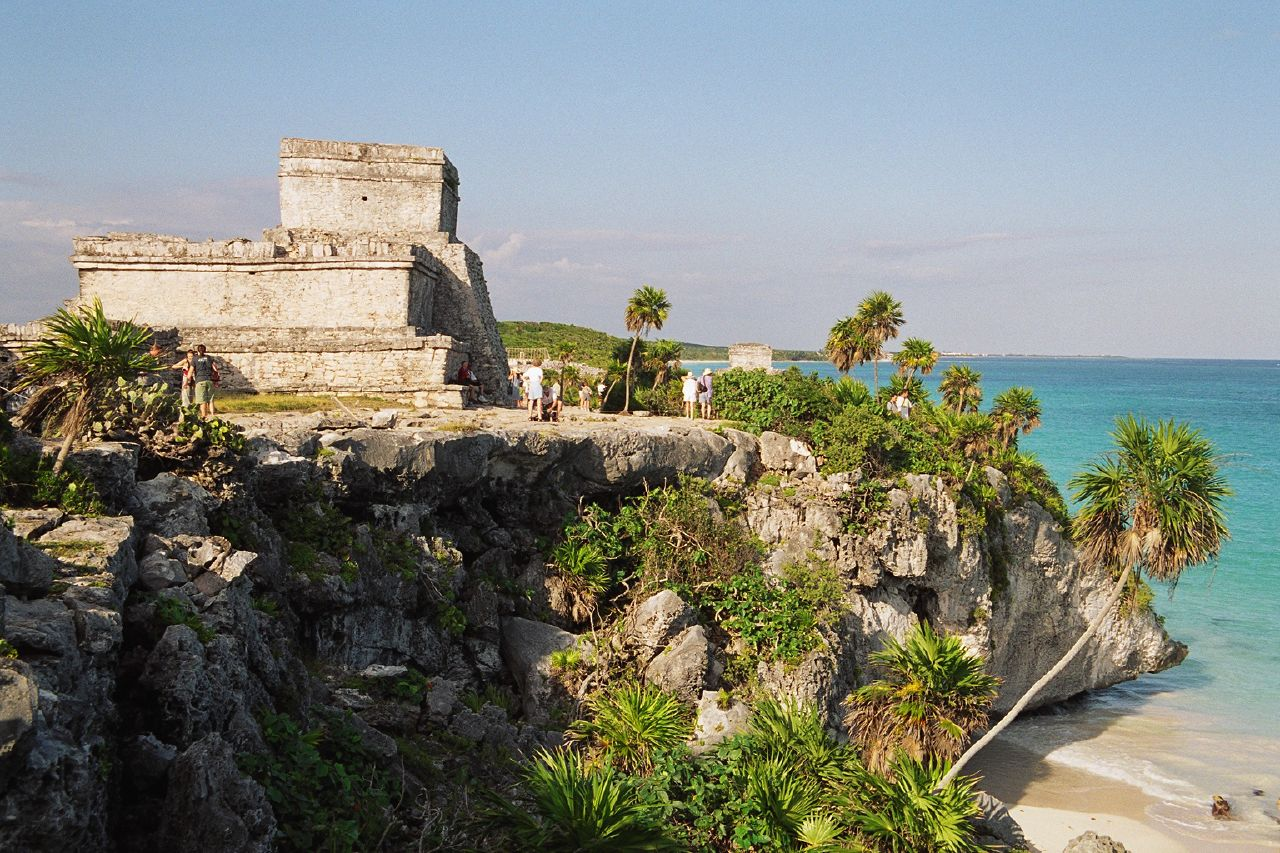
Tulum

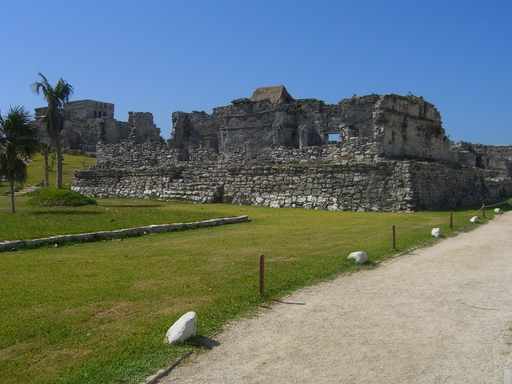
El Castillo

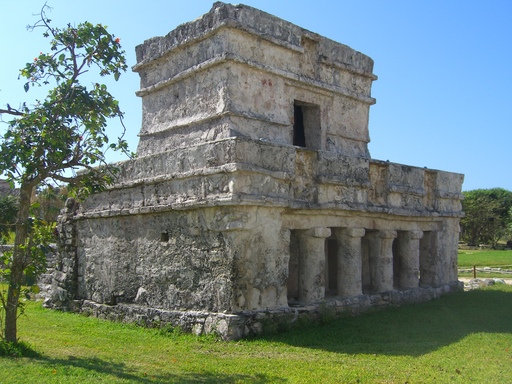
Fresktemplet

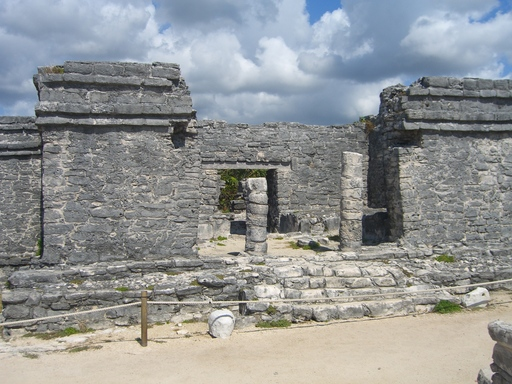
Cenotehuset

Den historiska staden Tulum är en arkeologisk plats i sydöstra Mexiko, cirka 130 km söder om Cancún på östra Yucatánhalvön. Den ligger cirka fyra kilometer öster om den moderna staden Tulum.

## Historia
Staden uppfördes under mayaepoken. Staden bär spår redan från den klassisk mayaperioden ca år 564 men de flesta bevarade byggnaderna härstammar från den efterklassiska mayaperioden 1200 till 1450-talet. I motsats till övriga mayalämningar ligger Tulum direkt vid havet på en klippa cirka 12 meter över vattnet och antas vara hamnstaden åt Coba som ligger cirka 40 km inåt land.

## Byggnader
Mycket av arkitekturen i Tulum är fortfarande bevarad eller restaurerad. Bland de framstående byggnader kan nämnas
- Stora Palatset - El Castillo
- Fresktemplet
- Pyramiden
- Stora Templet
- Stora Borgen
- Cenotehuset